# عوفيرا نافون
عوفيرا نافون (بالعبرية: אופירה נבון‏) ولدت في عام 1936 – وتوفيت في عام 1993. هي نفسانية من إسرائيل ولدت في تل أبيب.